# Donnerhall
Donnerhall (* 30. Mai 1981; † 14. Januar 2002) war ein deutsches Dressurpferd. Donnerhall war nicht nur als Sportpferd äußerst erfolgreich, sondern auch als Zuchthengst.

## Leben und Erfolge
Donnerhall stammt aus der Zucht von Otto Gärtner und wurde als Fohlen an Otto Schulte-Frohlinde verkauft. Donnerhall war ein Sohn des Donnerwetter aus der Stute Ninette von Markus-Carnot und damit ein typisches F1-Kreuzungsprodukt von Hannoveraner und Alt-Oldenburger Stute, mit ein etwas Vollblut, also eigentlich ein bisschen der Zeit hinterher, denn dieses „Zuchtrezept“ gab es in Oldenburg schon seit Mitte der 1960er Jahre. Als Absetzer gelangte der Fuchs auf den Grönwohldhof zu Otto Schulte-Frohlinde. Otto Gärtner zählte zu den wenigen Duzfreunden von „Schufro“, wie Schulte-Frohlinde gemeinhin genannt wurde. Die beiden Ottos verband eine herzliche Freundschaft. Mit der Übersiedlung auf den Grönwohldhof war zwar der Anfang gemacht, doch die Chancen, ein Spitzenvererber zu werden, standen zunächst alles andere als gut: Viele Oldenburger Hengste standen Anfang der 1980er Jahre noch weitgehend arbeitslos als Alibi-Hengste auf den Stationen, viele derartig gezogene Pferde gingen gar nicht in den Deckeinsatz oder wurden nach einem Jahr Deckeinsatz ohne Prüfung als Reitpferd verkauft. Gerade als Donnerhall ins Deckgeschäft kam, wurde zudem ein Erlass publiziert, wonach jeder dritte (und zwar der 1., 4., 7., 10., 13. usw.) Hengst einer jeden Oldenburger Hengststation inner- und außerhalb des Oldenburger Zuchtgebietes das Oldenburger Brandzeichen zu tragen hatte. Bei den Hengsthaltern traf diese Anordnung auf wenig Gegenliebe. Nachdem die große Vollblutwelle der 1960er und 1970er Jahre merklich abgeebbt war, boten sie seinerzeit vorwiegend Hannoveraner Hengste an. Die Oldenburger hatten eher wenig Nachfrage und mussten quasi „durchgeschleppt“ werden.
Insofern hätte wohl kaum jemand erwartet, dass ausgerechnet dieser bei der Körung noch eher unscheinbare Dunkelfuchs der größte Dressurvererber des Jahrtausends werden würde.
Auf der Oldenburger Körung 1983 setzte sich das immerhin elfköpfige Prämienlot aus den Hengsten Welttraum, Feenkönig, Walentino, Ferrari, Flugwind, Pink Floyd, Van Gogh, Nordlicht, Louvre, Germane und Swift zusammen. Alles in allem stand dieser Jahrgang aus züchterischer Sicht unter keinem sonderlich glücklichen Stern: Welttraum fiel durch die Hengstleistungsprüfung, Feenkönig und Ferrari haben gar nicht gedeckt, Van Gogh und Nordlicht lieferten mäßige Prüfungsergebnisse ab. Züchterische Spuren hinterließen Pink Floyd auf der Station Böckmann, Louvre auf der Station Breckweg, Germane als Landbeschäler in Dillenburg, Flugwind in den USA, Walentino auf der Station Focken und Swift in Schweden. Deutlich mehr Einfluss erlangten allerdings die nicht prämierten Jahrgangskollegen Jet Set, Ganymed I, Ramiro As, Pik Ramiro und Almeo. Letzterer hatte in Cappeln sogleich eine volle Deckliste und wurde 1985 Hauptprämiensieger. Nach Donnerhall ist er – wenn auch mit einigem Abstand – der nächsterfolgreiche Vererber dieses 36-köpfigen Körjahrgangs geworden.
Donnerhall selbst wurde zwar gekört, nicht aber vermarktet. Es war auch kein sonderliches Interesse vorhanden, und so kehrte er als Boxennachbar zu Hengstpersönlichkeiten wie Donnerwetter, Marschall, Pik Bube I oder Picasso auf den Grönwohldhof zurück. Kein leichter Stand für den Debütanten, der für eine Vorstellung zur Hauptprämie 1985 nicht über genügend Nachzucht verfügte. Aus dem ersten Jahrgang sind laut FN-Jahrbuch gerade mal drei Nachkommen verzeichnet, und von zweien dieser drei ist Otto Schulte-Frohlinde der Züchter: der gekörte Don Primero, Fine Feeling (die älteste mehrerer Vollschwestern von Don Schufro) und das PSI-Auktionspferd und Olympiapferd von Andreas Helgstrand 2008 der Hengst Don Schufro (nicht mit dem jüngeren gleichnamigen Hengst zu verwechseln, M. v. Cor de la Bryère aus einem Lipizzaner-Stamm, Z.: Dr. Fereydun Hezar-Khani, Koberg). Alle drei Nachkommen waren erfolgreiche S-Dressurpferde.
Aber schon nach der Hengstleistungsprüfung, die er als Zweiter von 70 Bewerbern in einem außergewöhnlich starken Jahrgang mit 131,92 Punkten in Adelheidsdorf absolvierte, bündelte er die Aufmerksamkeit größerer Züchterkreise und wurde für das Nachbarzuchtgebiet Hannover anerkannt. 14 Nachkommen mit vier unterschiedlichen Brandzeichen aus dem zweiten Jahrgang sind FN-registriert, darunter zwei weitere gekörte Söhne und mehrere erfolgreiche S-Pferde.
1986 wurde die züchterische Öffentlichkeit endgültig auf diesen Hengst aufmerksam: Donnerhall wurde DLG-Champion und düpierte damit vor heimischer Kulisse die starke Konkurrenz aus Hannover. Sein Begleiter in dieser Zeit war Ingo Pape, der seine Ausbildung auf dem Grönwohldhof absolvierte und den Dunkelfuchs erstklassig zu zelebrieren verstand. Geradezu selbstredend, dass dieser Auftritt seine Wiederholung fand, als 1987 das Bundeschampionat erstmals als „Solitärveranstaltung“ im Reiterwaldstadion zu Vechta ausgetragen wurde. Stimmgewaltig wurde Donnerhall durch Uwe Heckmann angekündigt, und er durchmaß mit opulenter Bewegungsdynamik das vom Flutlicht illuminierte Rund beim großen Open-Air-Galaabend.
Donnerhall, weiter ausgebildet von Herbert und Karin Rehbein, erreichte innerhalb kurzer Zeit Grand Prix-Niveau. Er war besonders bekannt für seine ausdrucksstarke Passage, Piaffe und seinen starken Trab.
Nach zahlreichen Siegen in Grand Prix, Grand Prix Special und Kürwettbewerben auf internationalem Niveau wurde Donnerhall 1994 mit seiner ständigen Reiterin Karin Rehbein Deutscher Meister in Mannheim, Mannschafts-Weltmeister und Einzel-Bronzemedaillen-Gewinner in Den Haag. 1997 folgte ein weiterer Höhepunkt: Mannschafts-Gold- und Einzel-Bronze anlässlich der Dressur-EM in Verden. 1998 wurde er erneut ins deutsche WM-Team berufen und zählte zur Gold-Mannschaft von Rom, wo er im Einzelklassement einen hervorragenden, wenngleich andererseits natürlich undankbaren vierten Platz belegte. Donnerhall war Sieger der World-Cup-Europaliga sowie 1997 und 1998 jeweils Oldenburger Dressurhengst des Jahres. Ende 1998 nahm er seinem Abschied vom Sport, taufrisch mit 17 Jahren und frenetisch bejubelt auf allen Stationen seiner Abschiedstournee, u. a. auch in der Oldenburger Weser-Ems-Halle. Alles in allem kann Donnerhall auf 312 Siege und Platzierungen im Dressursport zurückblicken, darunter allein 120 Siege in Prüfungen der schweren Klasse. Seine Lebensgewinnsumme beläuft sich auf 325.265 Euro. Mit Ausnahme seines allerersten Starts (Sieg in einer Reitpferdeprüfung 1985 in Schmilau mit Rainhard Nielsen) saß immer Karin Rehbein in seinem Sattel.
Internationale Erfolge außerhalb Deutschlands erzielte Donnerhall u. a. in Brüssel/BEL, Odense/DK, Amsterdam/NL, s’Hertogenbosch/NL, Mondorf les Bains/LUX, Den Haag/NL, Aarhus/DK, Los Angeles/USA, Paris-Bercy/FRA und Rom/ITA.
Im Alter von 17 Jahren wurde Donnerhall 1998 anlässlich der Oldenburger Hauptkörung feierlich aus dem Sport verabschiedet.
Er verstarb 2002 an einer akuten Darmvergiftung.
Im Juni 2007 wurde in der Oldenburger Fußgängerzone nahe dem Lappan eine bronzene Statue des Hengstes aufgestellt. Sie wurde von Walter Hilpert aus Dresden entworfen, wiegt ungefähr 700 Kilogramm und wurde zwischen Mai und Juni 2007 von der Metallgießerei Harms in der Emsstraße in Einzelteilen gegossen, zusammengeschweißt, gelötet und mit Patina bearbeitet.

## Nachkommen
Donnerhall hat über 120 gekörte Söhne und 450 Stuten gezeugt. Seine Nachkommen erzielten auf zahlreichen Auktionen Spitzenpreise. Zu seinen erfolgreichsten Nachkommen zählen Olympia- und Weltmeisterschaftsteilnehmer, Siegerhengste und Prämienstuten. Einige seiner bekanntesten Nachkommen sind die Stuten Primavera, Donnermärchen, die Staatsprämienstute Primamärchen (Enkelin) und die Hengste Don Schufro, Davignon I, Don Primero, De Niro, Donner Bube, Don Gregory, Donnerschwee, Don Frederico und Donnerball. Alle Pferde der deutschen Dressurmannschaft bei den Olympischen Sommerspielen 2012 gehen auf Donnerhall zurück: Damon Hill (Donnerhall-Sohn), Desperados (Enkel) und Diva Royal (Enkelin).

## Abstammung
| Vater Donnerwetter Rappe 1977 Hannoveraner | Disput Brauner 1967 | Diskant Brauner 1957                  | Dwinger              |
| Vater Donnerwetter Rappe 1977 Hannoveraner | Disput Brauner 1967 | Diskant Brauner 1957                  | Altpalme             |
| Vater Donnerwetter Rappe 1977 Hannoveraner | Disput Brauner 1967 | Amselmaerchen Fuchs 1953              | Amselkönig           |
| Vater Donnerwetter Rappe 1977 Hannoveraner | Disput Brauner 1967 | Amselmaerchen Fuchs 1953              | Berta                |
| Vater Donnerwetter Rappe 1977 Hannoveraner | Melli Brauner 1972  | Matador schwarz/braun 1966            | Marconi              |
| Vater Donnerwetter Rappe 1977 Hannoveraner | Melli Brauner 1972  | Matador schwarz/braun 1966            | Landtanne St. Pr     |
| Vater Donnerwetter Rappe 1977 Hannoveraner | Melli Brauner 1972  | Lilli Brauner 1965                    | Der Lowe xx          |
| Vater Donnerwetter Rappe 1977 Hannoveraner | Melli Brauner 1972  | Lilli Brauner 1965                    | Altferne             |
| Mutter Ninette Rappe 1976 Oldenburger      | Markus Brauner 1963 | Manolete xx Brauner 1955 Thoroughbred | Asterios xx          |
| Mutter Ninette Rappe 1976 Oldenburger      | Markus Brauner 1963 | Manolete xx Brauner 1955 Thoroughbred | Malta xx             |
| Mutter Ninette Rappe 1976 Oldenburger      | Markus Brauner 1963 | Harine Brauner 1956                   | Forscher             |
| Mutter Ninette Rappe 1976 Oldenburger      | Markus Brauner 1963 | Harine Brauner 1956                   | Hartherzige V St. Pr |
| Mutter Ninette Rappe 1976 Oldenburger      | Negola Rappe 1966   | Carnot Fuchs 1962                     | Condor               |
| Mutter Ninette Rappe 1976 Oldenburger      | Negola Rappe 1966   | Carnot Fuchs 1962                     | Schimine             |
| Mutter Ninette Rappe 1976 Oldenburger      | Negola Rappe 1966   | Negera III Rappe 1956                 | Edler                |
| Mutter Ninette Rappe 1976 Oldenburger      | Negola Rappe 1966   | Negera III Rappe 1956                 | Negera               |